# Famiano Michelini
Famiano Michelini (1604 – 1665) fue un matemático italiano, principalmente interesado en hidráulica.

## Vida
Nacido en Roma en 1604, Famiano Michelini estudió en Genoa en la Orden de los Clérigos Regulares pobres de la Madre de Dios de las Escuelas Pías, su profesor de matemáticas fue Antonio  Santini. En 1629 viajó a Florencia para fundar la primera escuela de escolapios. Galileo Galilei le dio una carta de recomendación. Él mantuvo correspondencia durante muchos años con Galileo y otros científicos. Enseñó matemáticas en Pisa de 1635 a 1655, después de Vincenzo Renieri; en 1635 Michelini también enseñó astronomía a Leopoldo de' Medici. Entonces se volvió vicario del Obispo de Patti, Sicilia y se convirtió en el matemático del Cardenal Leopoldo de' Medici, quién financió su búsqueda.
Famiano Michelini fue el primer científico en desarrollar una teoría en defensa activa en contra corrosión de las orillas del río a través del uso de piñones  y nunca se le invitó a la Academia del Cimento. Murió en Florencia en 1665.

## Trabajos
- Trattato della direzione de fiumi. 1664
- Trattato della direzione de' fiumi nel quale si dimostrano da' suoi veri principij i modi più sicuri, e meno dispendiosi di riparare a danni, che sogliono farsi dall'acque. Di d. Famiano Michelini .... In Bologna: per Giulio Borzaghi. 1700.